# غريغوري ماثيوز
غريغوري ماكالستر ماثيوز (بالإنجليزية: Gregory Macalister Mathews)‏ حاصل على رتبة الامبراطورية البريطانية (10 سبتمبر 1876 – 27 مارس 1949) كان عالم طيور أسترالي قضى معظم حياته في إنجلترا.

## حياته
ولد ماثيوز في بيامبلز في نيوساوث ويلز ابناً لروبرت ماثيوز. ودرس في مدرسة ذا كينغز في بارّاماتّا.
حقق ماثيوز ثروته من أسهم قطاع التعدين، وانتقل إلى إنجلترا عام 1902. عام 1910، انتخب زميلاً في الجمعية الملكية في إدنبرة. .

## علم الطيور
كان ماثيوز شخصية مثيرة للجدل في قطاع علم الطيور الأسترالي. كان مسؤولاً عن تقديم تسمية ثلاثية إلى التصنيف المحلي، لكنه كان يعتبر منشقاً شديداً. تعرّف على عدد كبير من الأنواع الفرعية بناءً على أدلة قليلة وملاحظات عديدة. تحديداً أثار ذلك ردة فعل عدائية من طرف أرشيبالد جيمس كامبل، وهو شخصية أسترالية قائدة في مجال علم الطيور. بدأ بعد ذلك بتقسيم الأجناس. .
كان ماثيوز رئيساً لنادي علماء الطيور البريطاني من عام 1935 حتى 1938. منح رتبة الإمبراطورية البريطانية عام 1939 لخدماته في علم الطيور.
عام 1939، انتخب زميلاً في زمالة اتحاد علماء الطيور الملكي الأسترالي، وشغل منصب رئيسها في الفترة 1946-1947. تبرع بمكتبته المتعلقة بالطيور إلى المكتبة الوطنية الأسترالية عام 1939.

## العائلة
تزوج من السيدة ماريان واين، وكانت أرملة حينها.
توفي في ونشستر في 27 آذار (مارس) 1949.

## إصداراته وكتبه
ساهم ماثيوز في العديد من الأبحاث ذات العلاقة بالطيور، خاصة في تصنيف وتسمية الطيور، وساهم في تأسيس وتمويل وتحرير الأبحاث، كما كان المساهم الرئيسي في دورية علمية اسمها «سجل الطيور الأسترالي». إضافة إلى تأليف وكتابة عددٍ من الأعمال الفردية، منها:
- 1908 – فائمة طيور أستراليا. (استناداً على كتاب قائمة الطيور لمؤلفه بودلير شارب).
- 1910–1927 – طيور أستراليا وذربي: لندن. (12 مجلداً، بمساعدة توم إرديلي).
- 1912 – قائمة مرجعية بطيور أستراليا. (Novitates Zoologicae, 18 كانون الثاني 1912).
- 1913 – قائمة طيور أستراليا. وذربي: لندن.
- 1920 – القائمة الجديدة بطيور أستراليا.
- 1921 – دليل طيور أستراليا. المجلد الأول: Orders Casuarii to Columbae. وذربي: لندن. (مع توم إرديلي. تم نشر مجلد واحد من أصل أربع مجلدات كان يعتزم نشرها).
- 1924 – قائمة محققة بطيور أستراليا. وذربي: لندن. (Comprising Supplements 1-3 of The Birds of Australia).